# 大教院
大教院（たいきょういん、だいきょういん）は、大教宣布運動の高揚を図るため教部省が1872年（明治5年）に神仏合併を行う教導職の道場として設置した半官半民の中央機関である。仏教勢力の反発に遭い、3年後の1875年（明治8年）に解散。神道に関する活動は、後継機関である神道事務局が引き継いだ。

## 概要
国民に対して尊皇愛国思想の教化（大教宣布）をするための機関である。教導職は半官半民の任命制であり、神官・神職、僧侶などの宗教家を始め、落語家や歌人、俳人なども教導職に任命された。
国民教化をより具体的に行う為、教導職の全国統括機関である大教院、各府県単位の統括を行なう中教院が設置され、全国に小教院が置かれた。「三条の教憲」（敬神愛国、天理人道を明らかにする、皇上の奉載）を掲げ、それを国民強化運動の柱とした。

### 沿革
1872年4月21日（明治5年3月14日）、神祇省が廃され、教部省が設けられた。
4月、三条の教則（三條教憲という）が発布され、教導職14級の制を設けて、神官を教導職に補し、日本各地で三条の教憲を元に説教をおこなわせ、やがて僧侶をも教導職に合同させた。
5月、仏教各宗は連合で政府に建白、許可を得て、9月、東京紀尾井坂の紀州邸を大教院にあてた。
1873年（明治6年）2月、東京芝増上寺にこれを移し、全国に中、小教院をもうけ、祭神に造化三神、天照大神を奉斎し、宣教をはじめた。
しかし、三条の教則を説くにさいして、人材の欠乏が痛感されたため、大教院と小教院に考究課を置いて、神官・僧侶を収容せしめ、皇道国学を論じ、人材の登用につとめた。
しかし、もともと性質のことなる両者の提携であるから常に互いに反撃しあい、神道側のなかでも軋轢を生じ、事態の紛糾を招き、また外部からも教部省と大教院の方針に対する非難もあり、ついに1875年（明治8年）4月30日、「神仏合同布教禁止の令」が発せられ、5月3日、大教院は解散、閉鎖された。
その後も組織は残り、神道諸団体の育成を担う神道事務局として活動を行った。現在は東京都港区西麻布4-9-2にて、宗教法人神道大教・宗教法人神道大教院として活動を行っている。
神道大教
管長 - 第13代　菊池重敏（札幌八幡宮宮司）
総監 -長元祥泰（扇森稲荷神社宮司）
神道大教院
総裁 - 菊池重敏（札幌八幡宮宮司）
礼典長 - 長元祥泰（扇森稲荷神社宮司）

## 備考
三條教憲
第一條
一、敬神愛国ノ旨ヲ体スヘキ事
第二條
一、天理人道ヲ明ニスヘキ事
第三條
一、皇上ヲ奉戴シ朝旨ヲ遵守セシムヘキ事
※神を敬い国を愛し、天理人道に基づき、天皇を中心にした国家秩序を確立するという意味。